# Neoperla sarawak
Neoperla sarawak is een steenvlieg uit de familie borstelsteenvliegen (Perlidae). De wetenschappelijke naam van de soort is voor het eerst geldig gepubliceerd in 1986 door Zwick.